# Costruzioni di Padova per altezza
Questa è una lista degli edifici più alti a Padova.
La Torre Telecom, con i suoi 110 metri è l'edificio più alto di Padova. La Torre Net è invece l'edificio più alto abitabile.

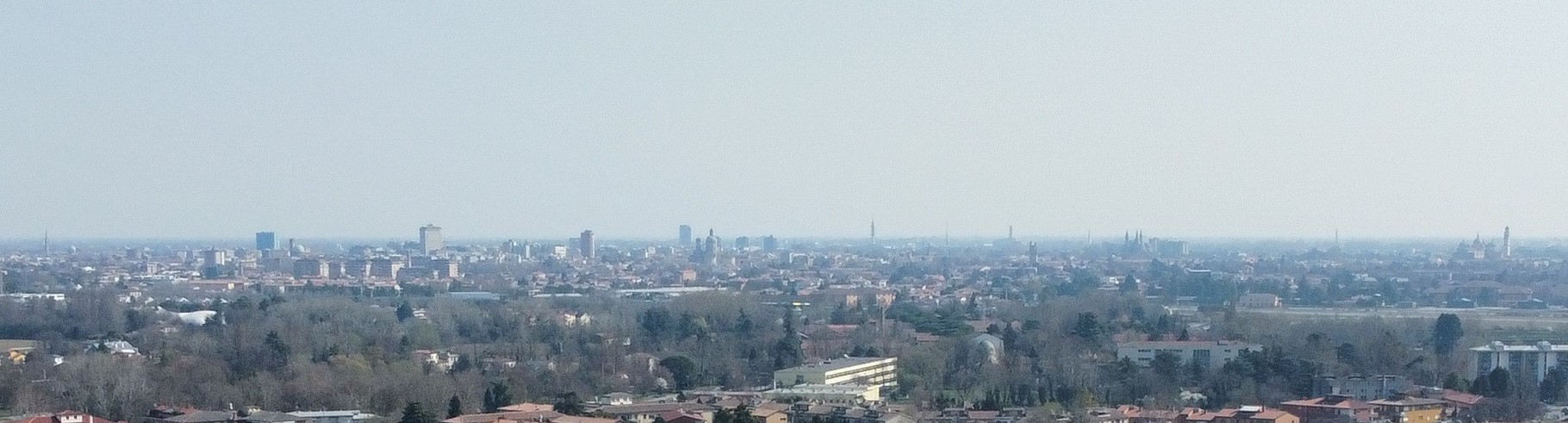

## Edifici di altezza uguale o superiore a 50 metri
Qui di seguito verranno inseriti i soli edifici di altezza architetturale (height to architectural top) uguale o superiore ai 50 m.
| Pos. | Immagine | Nome                         | Altezza (m) | Piani | Anno di completamento |
| ---- | -------- | ---------------------------- | ----------- | ----- | --------------------- |
| 1    |          | Torre Telecom                | 110         |       | 1989                  |
| 2    |          | Torre A - Zairo Urban Forest | 100         | 27    | in costruzione        |
| 3    |          | Torre Net                    | 85          | 22    | 2007                  |
| 4    |          | Termovalorizzatore           | 80          |       | 1962                  |
| 5    |          | Grattacielo Europa           | 78          | 21    | 1962                  |
| 6    |          | Torre B - Zairo Urban Forest | 76          | 21    | In costruzione        |
| 7    |          | Torre C - Zairo Urban Forest | 76          | 21    | In costruzione        |
| 8    |          | Santuario dell'Arcella       | 75          |       | 1931                  |
| 9    |          | Campanile di Santa Giustina  | 74          |       | 1606                  |
| 10   |          | Wave Palace                  | 70          | 19    | In costruzione        |
| 11   |          | Basilica di Sant'Antonio     | 68          |       | 1310                  |
| 12   |          | Grattacielo Belvedere        | 67          | 20    | 1956                  |
| 13   |          | Torre BNL                    | 67          | 17    | 1948                  |
| 14   |          | Duomo di Padova              | 65          |       | 1754                  |
| 15   |          | NH Hotel Padova              | 56          | 15    | 2008                  |
| 16   |          | Campanile del Carmine        | 54          |       | 1446                  |
| 17   |          | Torre Città della Speranza   | 52          | 12    | 2012                  |
| 18   |          | La Cittadella Torre 1        | 50          | 15    | 2014                  |
| 19   |          | La Cittadella Torre 2        | 50          | 15    | 2014                  |
| 20   |          | La Cittadella Torre 3        | 50          | 15    | 2014                  |
| 21   |          | Torre Gregotti               | 50          | 15    | -                     |
| 22   |          | Monoblocco - Ospedale        | 50          | 14    | 1968                  |
| 23   |          | Ospedale - Sant'Antonio      | 50          | 12    | -                     |

## Visione dello Skyline zona centrale della città di Padova
Nell'area urbana, comprendente l'area interna le mura rinascimentali e la zona sud della stazione ferroviaria di Padova, sono più evidenti osservando da sinistra i volumi verticali del Condominio Belvedere, più in lontananza, le sagome del Monoblocco, dell'ospedale di Padova, il Grattacielo Europa e il campanile della Basilica del Carmine. Più distanti le alte cupole e campanili delle Basiliche di Sant' Antonio e di Santa Giustina in Prato della Valle. Verso piazza Insurrezione si erge la Torre "Banca Nazionale del Lavoro", terminando con l'alta cupola del Duomo.

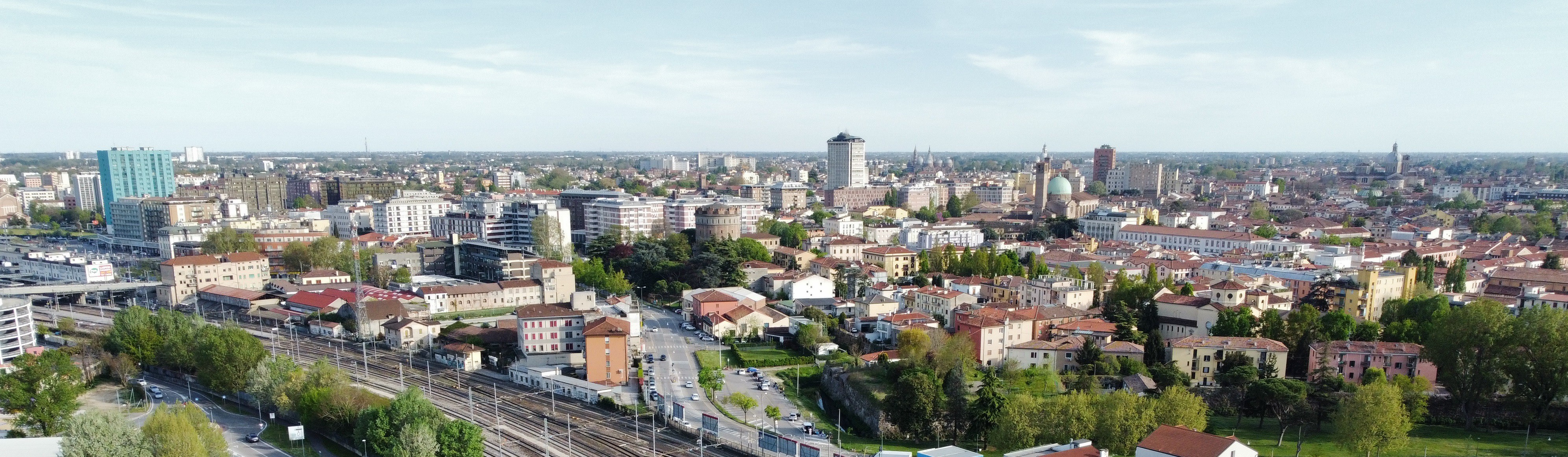

## Comparazione dei grattacieli più alti di Padova
Gli edifici sono rappresentati secondo il criterio dell'altezza strutturale ovvero punto più alto della costruzione integrato nella struttura escluse antenne per le telecomunicazioni.

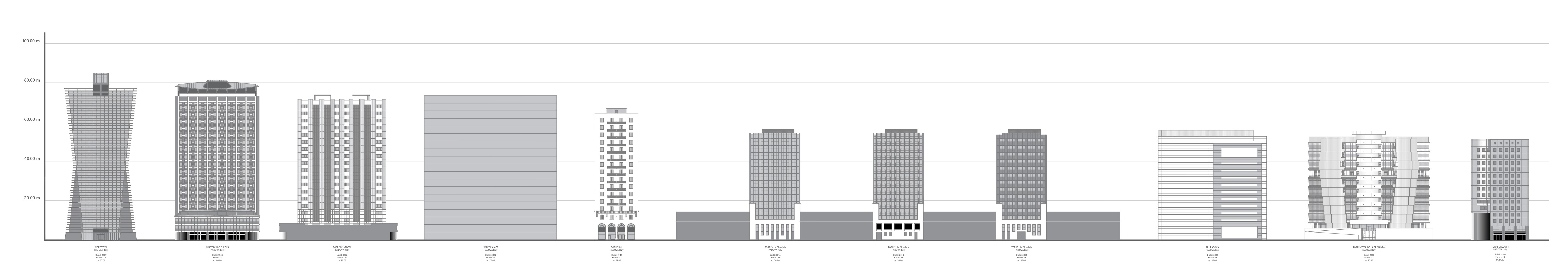